# Xibalba

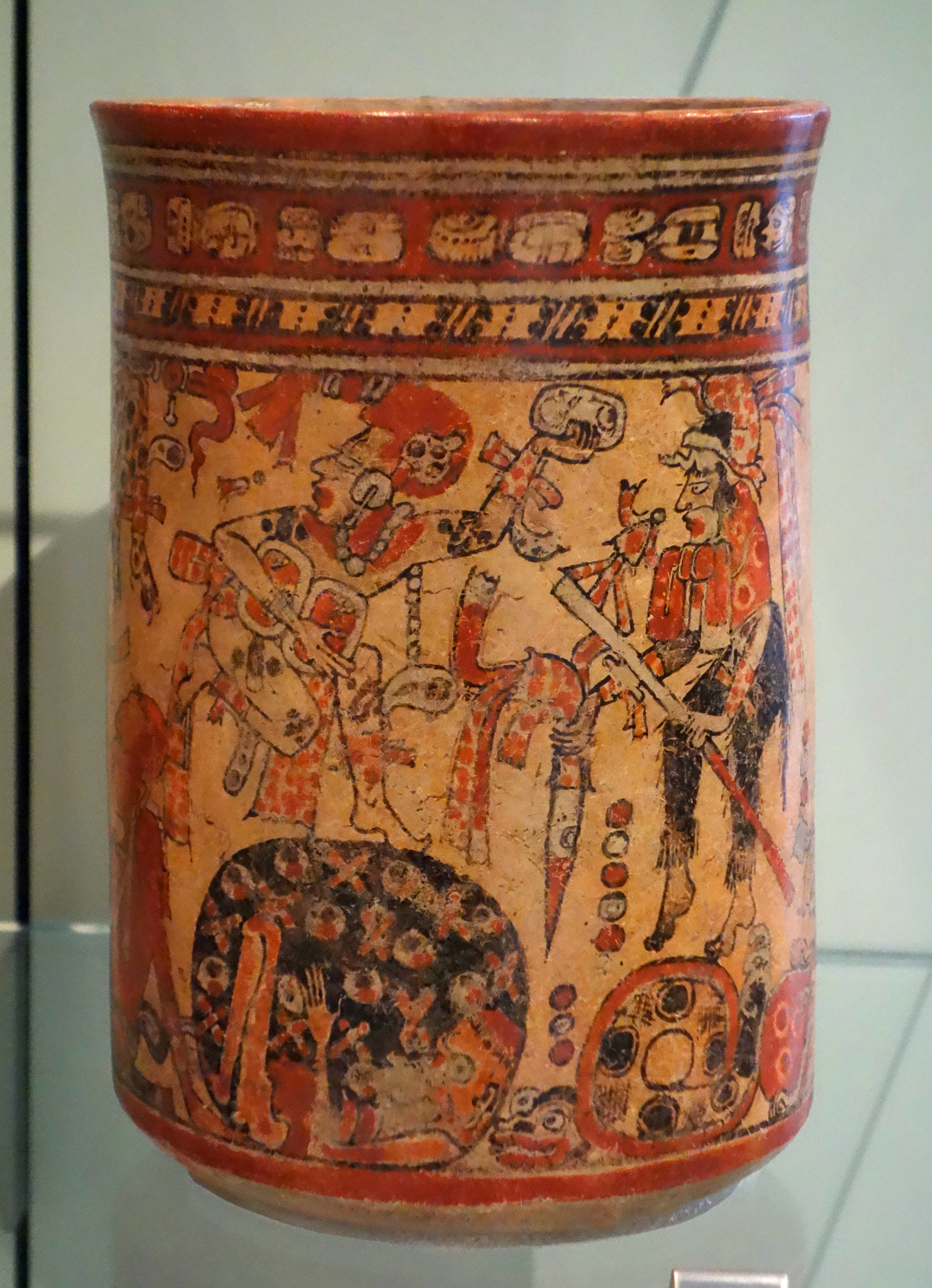
goden in Xibalba

Xibalba is een begrip uit de Mayamythologie dat "plaats van angst" of 'rijk der schaduwen' betekent, te vergelijken met de Griekse Hades. Het woord 'xibil' betekent 'verdwijnen, zich oplossen'.
De naam van deze onderwereld komt in de Popol-Vuh het eerst voor in een verhaal over de heldentweeling.

## De Heldentweeling
Volgens de mythe van de heldentweeling is Xibalba een plek waar vreselijke goden, ook wel de heren van Xibalba genoemd, huizen. De mythe luidt:
Op een dag worden twee broers, Hun Hunahpu en Vucub Hunahpu, naar Xibalba ontboden. Eenmaal aangekomen falen ze in elke proef die ze wordt opgelegd. Vervolgens spelen ze een potje Ullamaliztli met de vreselijke goden en worden ze, nadat ze verloren hebben, aan stukken gehakt. Hun lichaamsdelen worden op het balspeelveld begraven, behalve Hun Hunahpu's hoofd, dat aan de tak van een kalebasboom wordt opgehangen.
Jaren later ziet de jonge godin Xquic de vreemde "vrucht" en zij wil deze plukken. Dan spuugt Hun Hunahpu's hoofd in haar hand en raakt ze zwanger van een heldentweeling, Hunahpu en Ixbalanqué geheten.
Achttien jaar later wordt ook de tweeling naar Xibalba ontboden, maar zij slagen voor elke proef en winnen telkens het balspel van de goden. Toch weet de vleermuis Camazotz Hunahpu te onthoofden en in het volgende spel wordt zijn hoofd als bal gebruikt. Xbalenque weet de bal te verwisselen met een konijn dat weghuppelt, waardoor de goden zo verward raken dat Xbalenque genoeg tijd heeft om het hoofd weer op het lichaam van zijn broer te zetten en hem tot leven te wekken. Later neemt de heldentweeling, wanneer zij sterven, de plek van de zon en de maan in.

## De zes huizen van Xibalba
De zes beproevingen (zie hierboven) waren zes huizen die men moest betreden en waar men vervolgens zonder verwondingen weer uit moest zien te komen. Deze huizen waren:
- Donker huis, een huis dat zo donker is dat zelfs de duisternis niet te zien is.
- Razend huis, een huis waarin vlijmscherpe messen constant proberen op iemand in te hakken.
- Heet huis, waarin het zo heet is dat men bijna smelt wanneer men er binnen is.
- Jaguar huis, een huis vol hongerige jaguars.
- Koud huis, een huis waar het enorm koud is en dat soms volloopt met water.
- Camazotzhuis, een huis vol bijtende vleermuizen.

## Heren van Xibalba
In tegenstelling tot Tzakol en Bitol, resp. 'Bouwers' en 'Vormers' van de schepping, blijkt uit hun namen, dat de Heren van Xibalba de functie hebben van het vernietigen of oplossen van de vorm.
De Heren van Xibalba werkten paarsgewijs:
- Hun Came (Eendood)
- Vucub Came (Zevendood)

- Xiquiripat, (Verscheurende havik)
- Cuchumaquic (Oude Bloedgier), de vader van Ixquic

- Ahalpú (pus demon)
- Ahalganá (geelzucht demon)

- Chamiabac (Beenderbreker)
- Chamiaholom (Schedelverbrijzelaar)

- Patan
- Xic

- Bloedvleugel, Bloedklauw
- Bloedtand

- Ahalmez (Krengenverzamelaar)
- Ahaltocob (Doorboorder)[2]

## Trivia
- Xibalba is een kernthema in de film The Fountain uit 2006.